# Raifort
Armoracia rusticana
Espèce
Classification phylogénétique
Statut de conservation UICN

 LC  : Préoccupation mineure

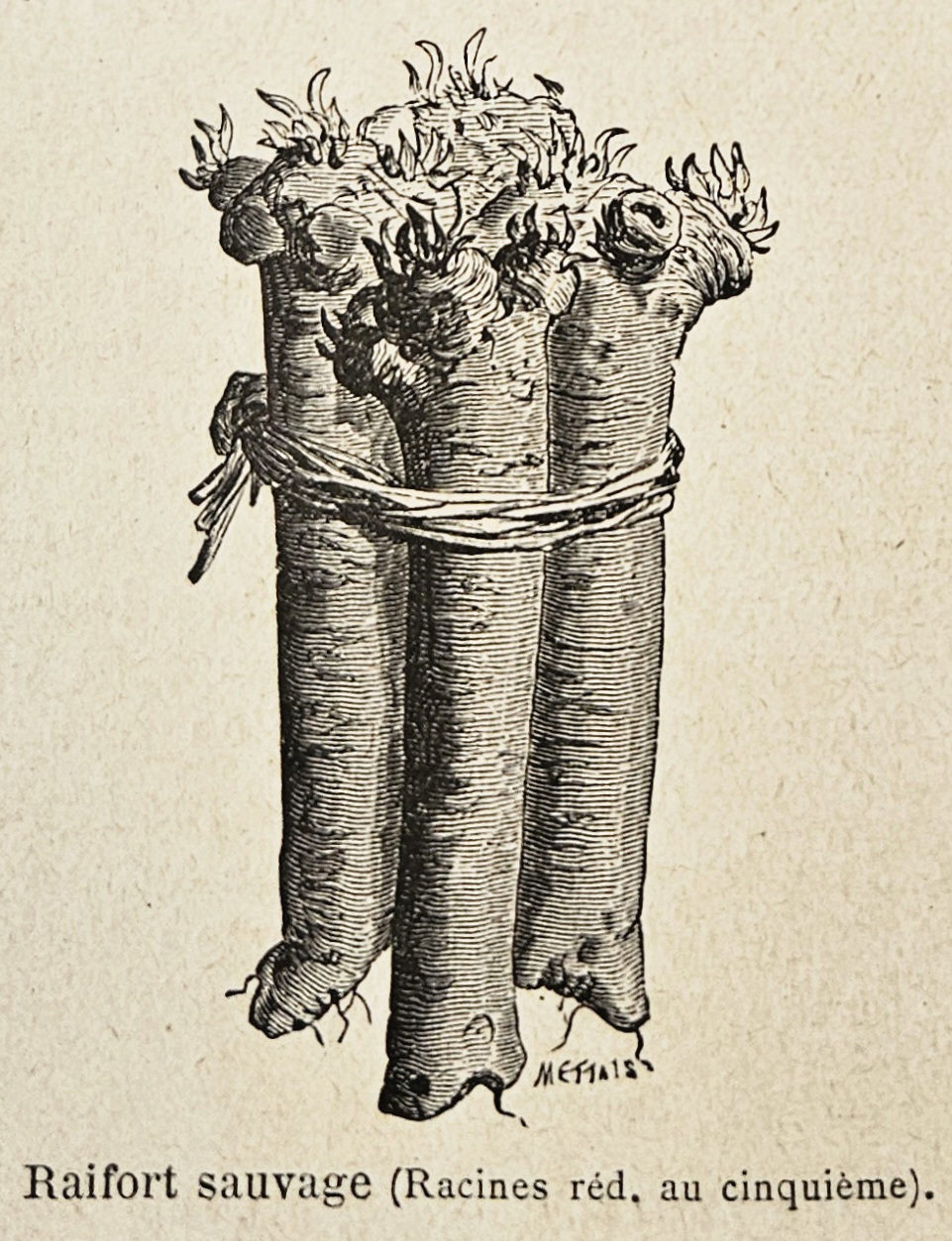
Illustration d'une botte de raifort sauvage Vilmorin 1925

Le Raifort (Armoracia rusticana) est une espèce de plante herbacée vivace de la famille des Brassicacées, de la sous-famille des Brassicoideae, cultivée pour sa racine à usage condimentaire.

## Dénomination

### Synonymie
- Armoracia armoracia (L.) Britton
- Cochlearia armoracia L.
- Armoracia lapathifolia Gilib.
- Nasturtium armoracia (L.) Fr.
- Radicula armoracia (L.) B.L. Rob.
- Rorippa armoracia (L.) Hitchc.

### Étymologie
Armoracia serait le nom donné par Pline à une Brassicacée de la province du Pont (actuellement le nord de la Turquie, sur les rives de la mer Noire) : probablement le radis.
Le mot « raifort » signifie simplement « racine forte » en ancien français (raiz fort).

### Noms communs
- Raifort sauvage, cranson, moutarde des Allemands, cran de Bretagne, radis de cheval, herbe aux cuillers, herbe au scorbut, wasabi alsacien.
- En Allemagne : Meerrettich et Kren ; en Angleterre : horseradish ; en Espagne : rábano picante ; en Hollande : mierikswortel ; en Italie : rafano ; en Pologne : chrzan ; au Portugal : raiz-forte.
- Voir aussi chrain.

## Description
Plante à très grandes feuilles, jusqu'à 40-50 cm de long. Tiges florales de 60 cm de haut environ portant de petites fleurs blanches ou jaune poussin, généralement stériles, regroupées en grappes. Elle dégage une très forte odeur.

## Culture
Multiplication par « éclats », c'est-à-dire des fragments de racines de 30 cm de long, mis en place dès que le sol est travaillable.
Demande un sol frais, profond, bien fumé ou riche en humus.
Récolte au plus tôt l'année suivant la plantation, à partir de septembre, en fonction des besoins.
Sa zone de rusticité se situe entre 4 et 8 USDA.

## Utilisation

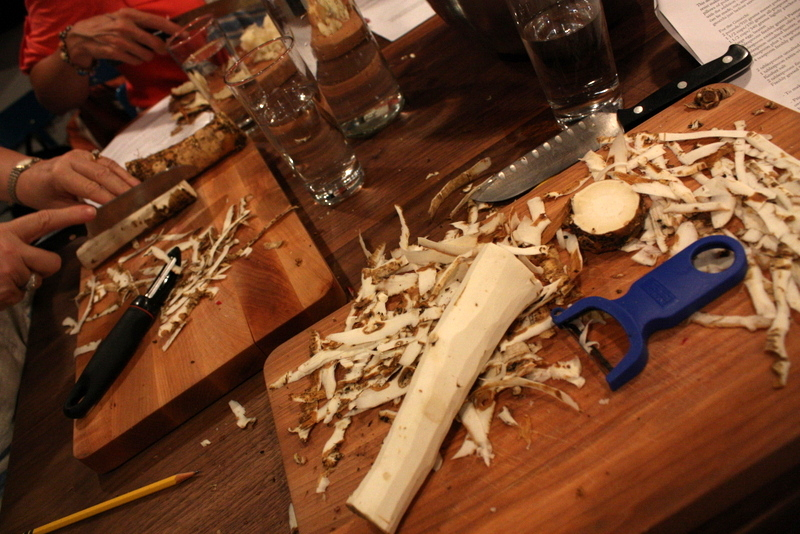
Racine de raifort pelée.

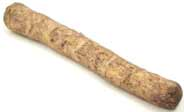
Morceau de racine de raifort.

La racine de raifort râpée est utilisée en condiment, comme substitut à la moutarde. Elle a une saveur très forte, piquante et poivrée, due à la présence de deux glucosinolates, la sinigrine et la gluconasturtiine,.
Contrairement à d'autres condiments comme le piment ou la moutarde, l'effet piquant disparaît entre chaque bouchée.
Elle est employée principalement en France en Alsace et au-delà à l'Est en Allemagne et les pays d'Europe centrale et orientale (Autriche, Hongrie, Roumanie, Pologne, Ukraine, Biélorussie, Russie...) pour relever les sauces et les viandes. En Angleterre, une sauce faite de raifort râpé, vinaigre, moutarde et crème liquide accompagne le roast beef. Aux États-Unis, sa culture et ses usages sont importants, notamment dans la restauration rapide.
Le raifort est souvent utilisé dans la cuisine italienne. Dans le nord de l'Italie il est utilisé pour la préparation du ragoût de bœuf « bollito misto » tandis que dans le sud du pays, précisément en Basilicate, il est l'élément essentiel d'une omelette appelé « rafanata ».
Le raifort figure fréquemment sur les tables juives lors du Séder, pour la fête de Pessa'h. Le chrain, une sauce rouge faite de raifort et de betterave rouge, est préparé pour accompagner le gefilte fisch, des boulettes de poissons préparées pour le shabbat.
Le wasabi japonais (Eutrema japonicum), appartient à un genre voisin. Le condiment du même nom est fabriqué à partir de la tige de cette plante. Cependant, en raison de son extrême rareté et donc de son prix, on recourt généralement à un ersatz constitué de raifort réduit en poudre et coloré en vert. Ce produit est en vente dans les supermarchés asiatiques ou servi dans la plupart des restaurants japonais, y compris au Japon.
La racine de raifort a des propriétés dépuratives, digestives, rubéfiantes et stimulantes ; elle est surtout très riche en vitamine C. Son absorption facilite la digestion des graisses.
Historiquement, elle a été utilisée au Moyen Âge pour soigner les rhumatismes.
En jardinage, elle est utilisée en pulvérisation de purin pour lutter contre la moniliose et la fonte des semis. Elle peut être également tout simplement plantée au pied des arbres pour les protéger : elle est connue pour son effet protecteur contre les maladies cryptogamiques des arbres fruitiers, c’est-à-dire celles qui résultent d’attaques de champignons. Armoracia rusticana, le raifort, agit non seulement contre la moniliose mais contre l’oïdium et la cloque du pêcher également.

## Histoire

### Antiquité
Dans l'Athènes classique, Aristophane et Lucien nous rapportent qu'en cas de flagrant délit d'adultère, le mari trompé pouvait s'il le souhaitait séquestrer l'amant de sa femme pour lui faire subir des peines infamantes, en particulier la sodomie à l'aide d'un raifort.

### Calendrier républicain
Le raifort voit son nom attribué au 12e jour du mois de frimaire du calendrier républicain ou révolutionnaire français, généralement chaque 2 décembre du calendrier grégorien.